# Benito Juárez, Guerrero
Benito Juárez là một đô thị thuộc bang Guerrero, México. Năm 2005, dân số của đô thị này là 14444 người.